# Gilmore, New South Wales
Gilmore är en ort i Australien. Den ligger i kommunen Tumut Shire och delstaten New South Wales, i den sydöstra delen av landet, omkring 320 kilometer sydväst om delstatshuvudstaden Sydney. Orten hade 229 invånare år 2021.